# Polycyrtus fonsecai
Polycyrtus fonsecai är en stekelart som beskrevs av Zuniga 2004. Polycyrtus fonsecai ingår i släktet Polycyrtus och familjen brokparasitsteklar. Inga underarter finns listade i Catalogue of Life.